# Johanneshovsbron
Le Johanneshovsbron, est un pont en béton précontraint situé dans le centre de Stockholm en Suède. 

## Situation
L'extrémité nord du pont se trouve dans le quartier de Södermalm et la extrémité sud à Johanneshov. 
Le pont enjambe l'écluse de Hammarby et la ferme Sundsta. 
Le pont a été ouvert à la circulation le 9 octobre 1984.
Passant au-dessus de deux ponts plus anciens, le Skansbron et le Skanstullsbron, et d'un pont plus récent, le Fredriksdalsbron, le Johanneshovsbron relie Södermalm et le tunnel Söderledstunneln, à Johanneshov, le quartier immédiatement au sud du centre-ville historique, et à la route nationale 73 qui sort de la ville.
Le pont fait partie de l'axe nord-sud de Stockholm.
Les ponts Skansbron et Skanstullsbron sont parallèles au pont Johanneshovsbron, et la Tvärbanan passe sous le pont Fredriksdalsbron.
Le pont Johanneshovsbron est en béton précontraint, il a une portée moyenne de 51 mètres et maximale de  55,7 mètres.
Il a été inauguré le 9 octobre 1984.

## Galerie

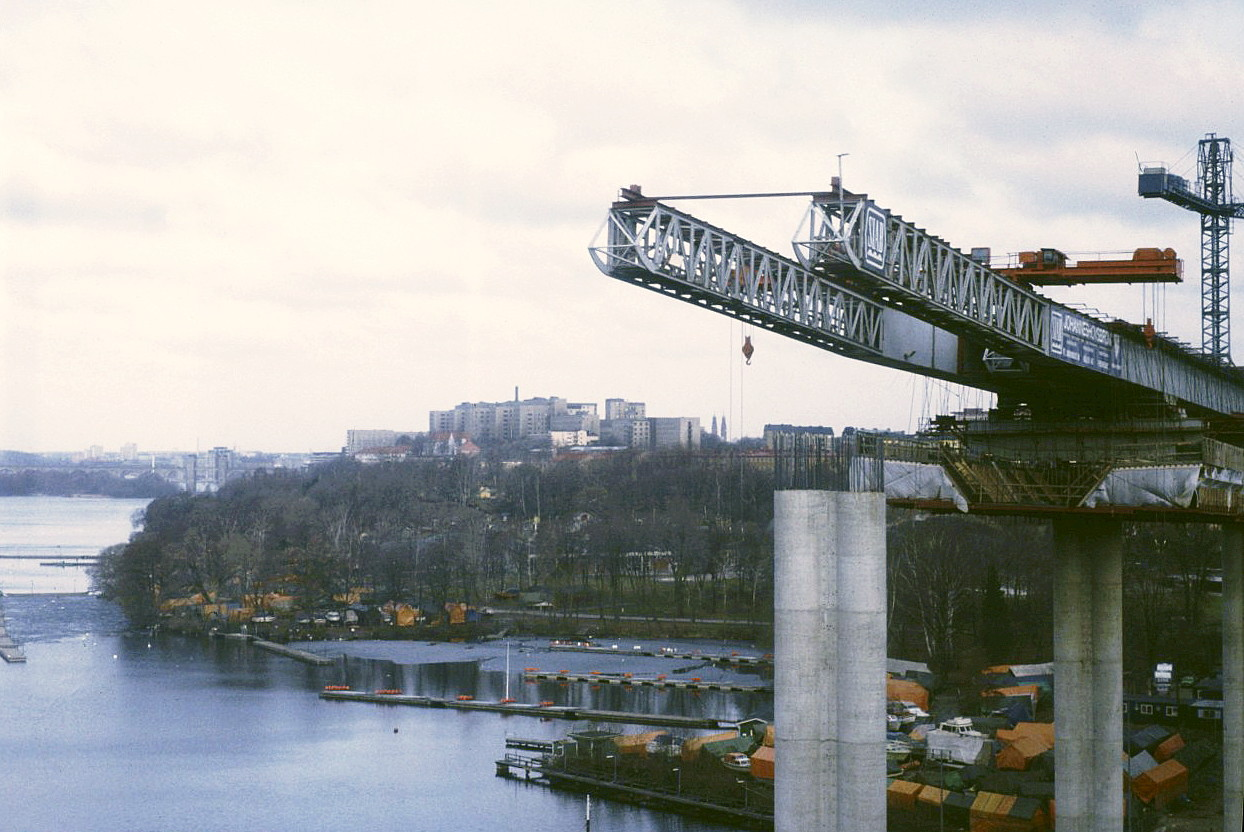
Johanneshovsbron en construction, vue vers Södermalm, 1983.
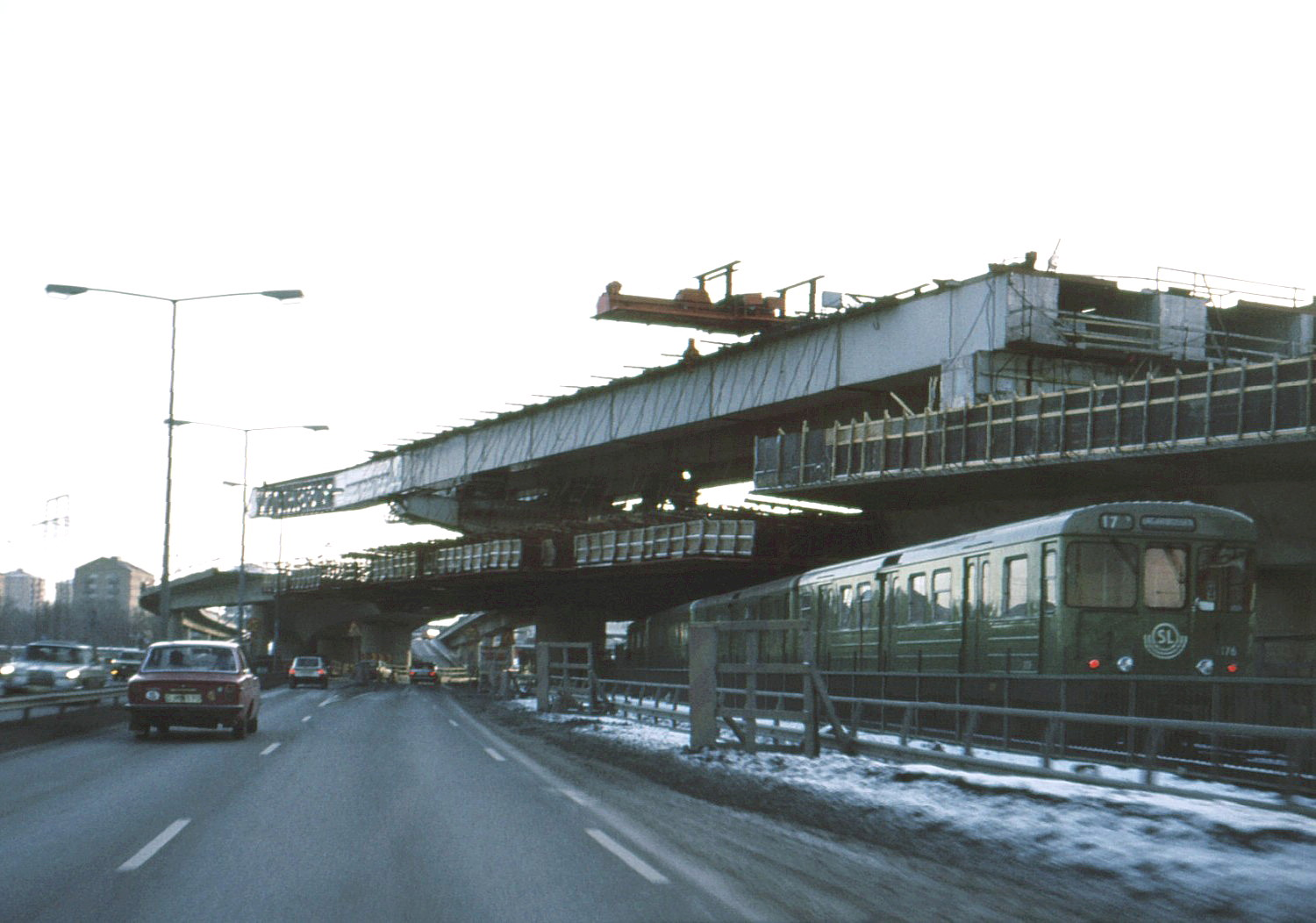
Johanneshovsbron en construction à Gullmarsplan, vue vers le sud, 1984.
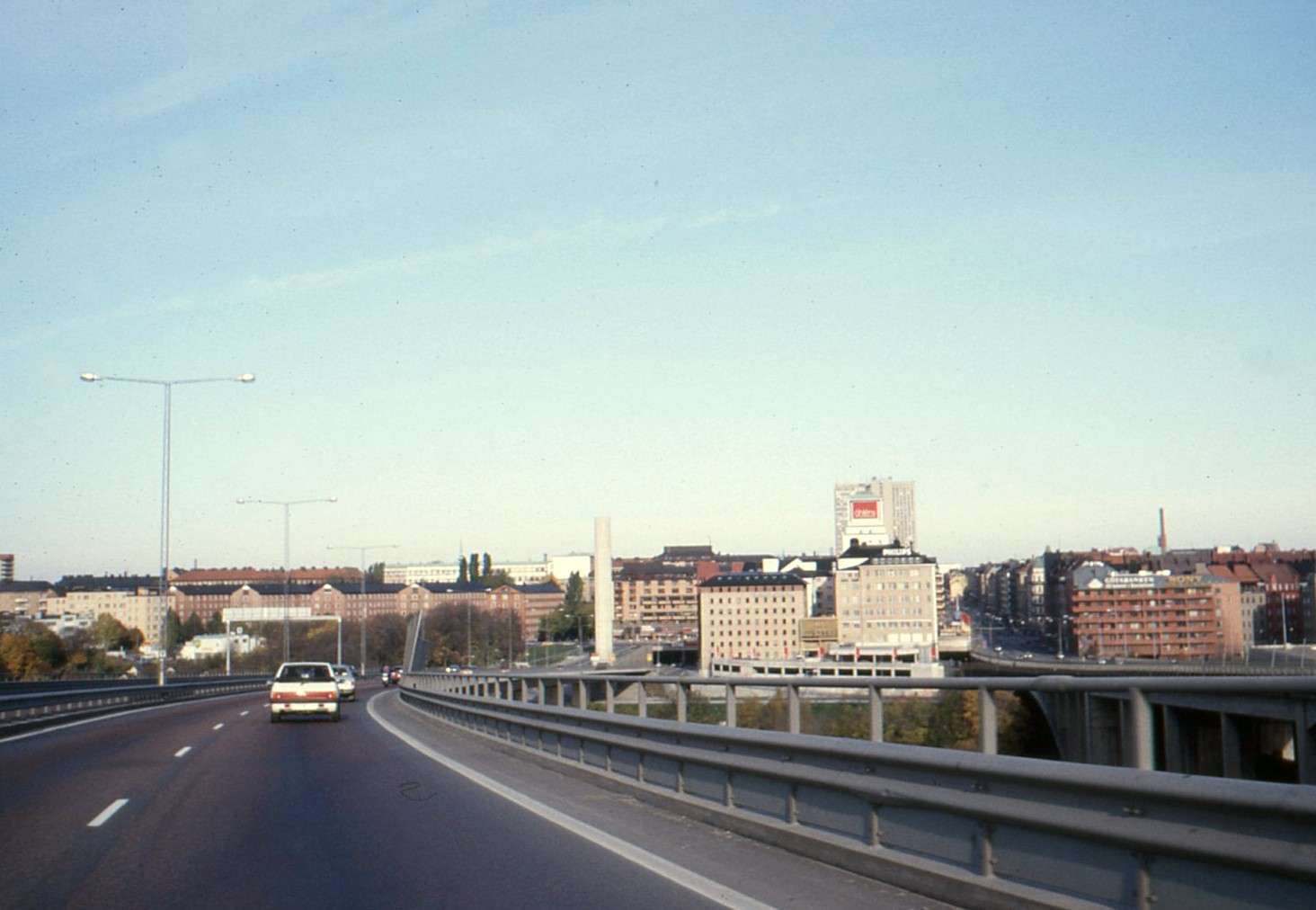
Johanneshovsbron en novembre 1986.
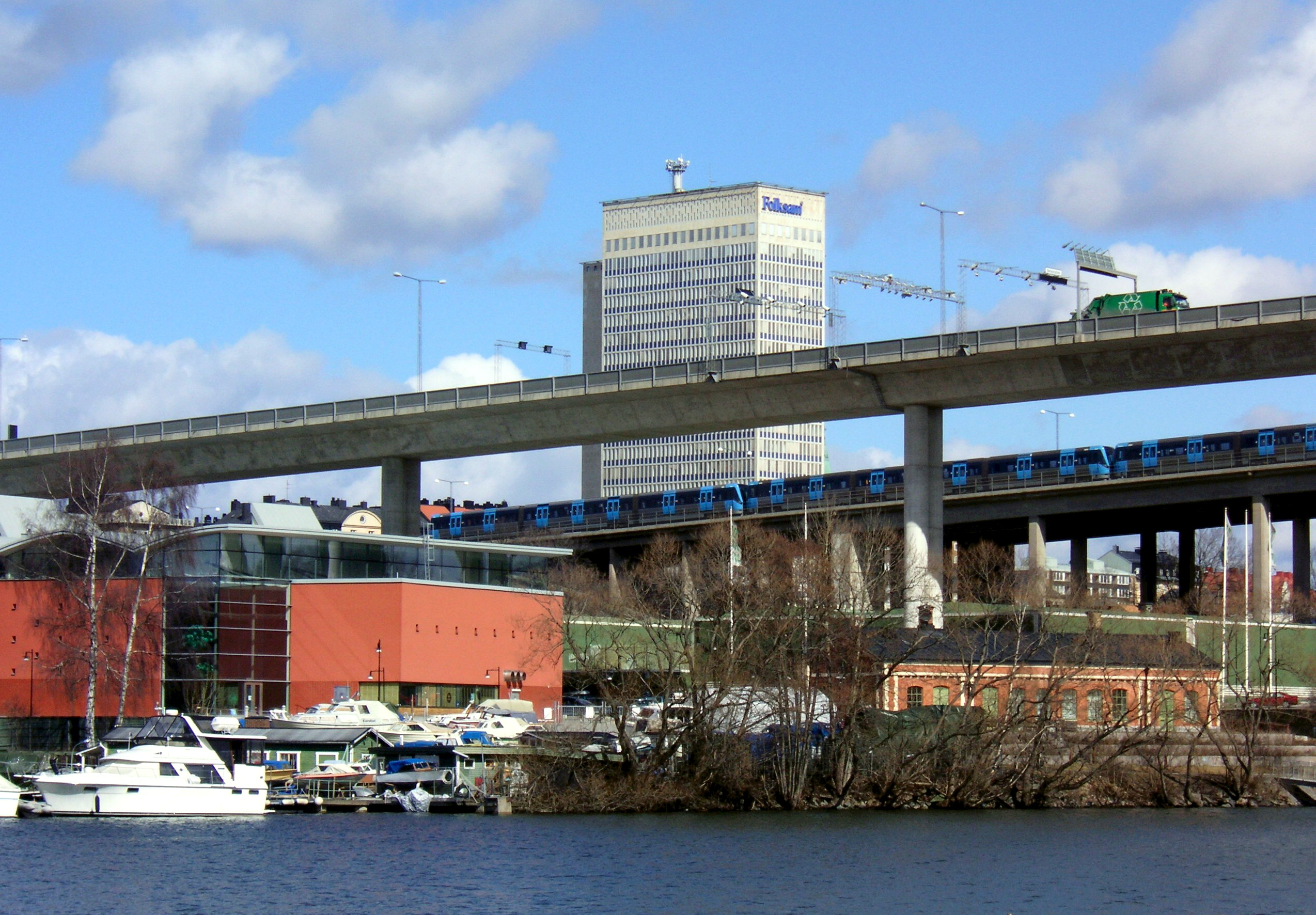
Johanneshovsbron et le Skanstullsbron en arrière-plan, 2006.
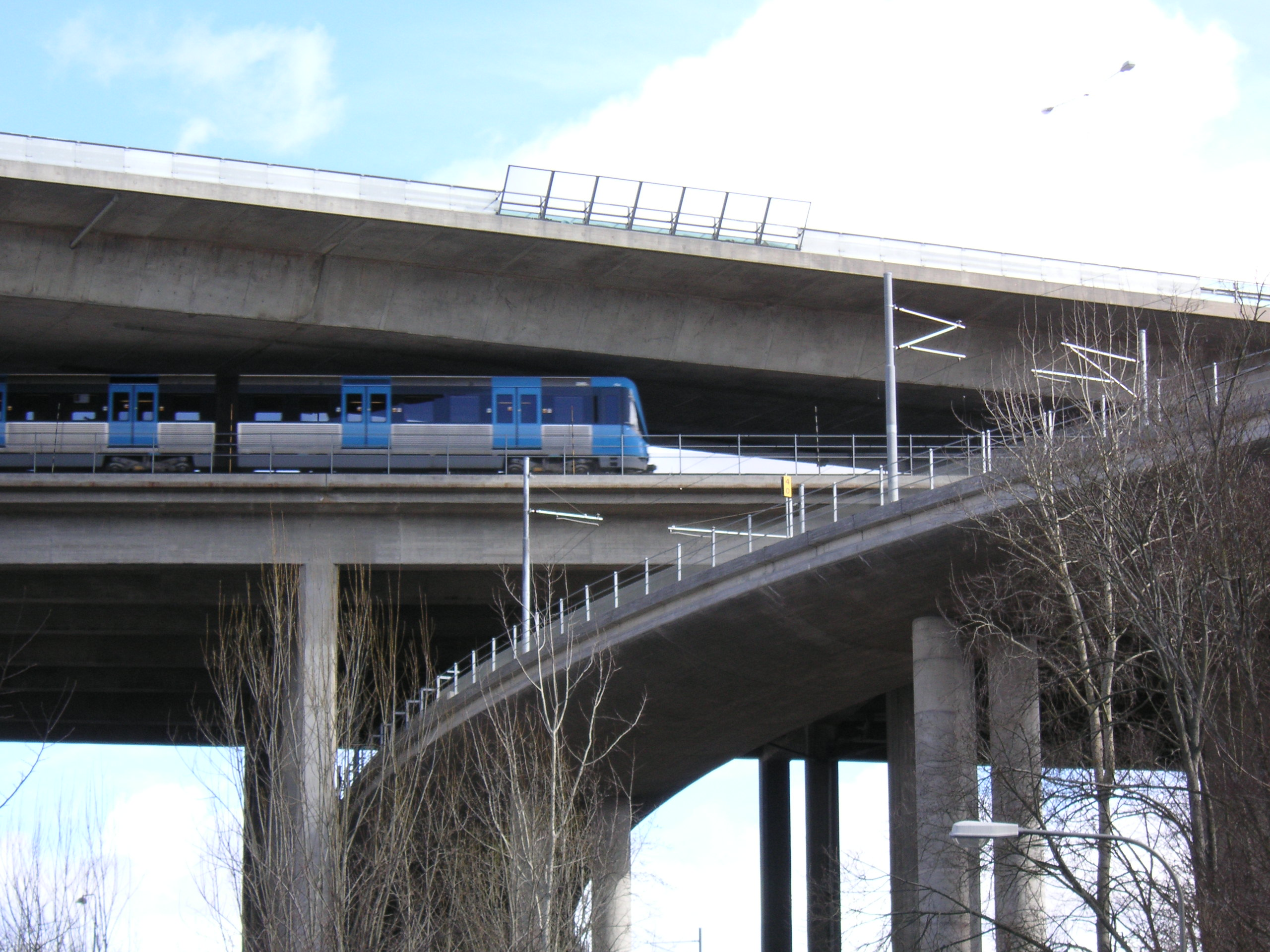
Johanneshovsbron, Skanstullsbron et Fredriksdalsbron, 2006.